# 지영훈 (프로게이머)
지영훈 (1985년 6월 16일 ~ )은 대한민국의 전직 스타크래프트 프로게이머이다. StarCue라는 아이디를 사용하며, 종족은 저그이다.
2002년 프로게이머로 데뷔를 하였으며 2003년도 POS(전 MBC게임 HERO)에 입단하여 활동을 하였다.
유명한 사건은 지영훈 헤드셋 사건(당시:MSL 마이너리그 진출 결정전 VS 서지수 선수) 때 헤드셋을 거꾸로 쓰게되어 지드셋이라는 별명으로 불리고 있다.
그 이후 육군 30사단 118대대에서 대대통신병으로 활약하며 팀을 이끌었다.
아프리카 TV에서 "지드선생"이라는 닉네임을 사용하여 활발한 아프리카 BJ로써 다양한 활동을 하였다.
현재 근황은 게임 "히어로즈 오브 더 스톰" (前 다나와 조커) (現 콩두컴퍼니 Hero) 팀에서 감독을 맡아 선수양성에 힘을 쓰고 있으나 씁쓸하게도 연패를 기록하고 있다.
아프리카 TV BJ는 접었으나 , 현재 트위치 티비에서 소소하게 나마 히어로즈 오브 더 스톰 컨텐츠를 주제로 활동하고 있다.

## 수상 경력
- 2003년 인천 사이버시티센터 개관기념 게임대회 입상[1]